# Shem Kororia
Shem Siya Kororia (Kaptama, 25 settembre 1972) è un ex mezzofondista e maratoneta keniota, campione mondiale di mezza maratona nel 1997, quando divenne il terzo uomo di sempre a correre la distanza in meno di un'ora (59'56").

## Biografia
Ha ottenuto diversi successi anche nei 5000 metri: la medaglia di bronzo ai Mondiali del 1995 e l'oro in due diverse edizioni dei Giochi mondiali militari. Nel 1994 ha vinto un oro a squadre ai Mondiali di corsa campestre. Nel 1997 è giunto primo sul traguardo della Parelloop.

## Palmarès
| Anno | Manifestazione             | Sede     | Evento       | Risultato | Prestazione | Note                                                  |
| ---- | -------------------------- | -------- | ------------ | --------- | ----------- | ----------------------------------------------------- |
| 1994 | Mondiali di mezza maratona | Oslo     | Individuale  | 5º        | 1h01'16"    |                                                       |
| 1994 | Mondiali di mezza maratona | Oslo     | A squadre    | Oro       | 3h03'36"    |                                                       |
| 1995 | Mondiali                   | Göteborg | 5000 m piani | Bronzo    | 13'17"59    |                                                       |
| 1995 | Giochi mondiali militari   | Roma     | 5000 m piani | Oro       | 13'27"14    |                                                       |
| 1997 | Mondiali di mezza maratona | Košice   | Individuale  | Oro       | 59'56"      | Record dei campionati · Miglior prestazione personale |
| 1997 | Mondiali di mezza maratona | Košice   | A squadre    | Oro       | 2h59'54"    |                                                       |
| 1998 | Mondiali di mezza maratona | Uster    | Individuale  | 10º       | 1h01'30"    |                                                       |
| 1998 | Mondiali di mezza maratona | Uster    | A squadre    | Argento   | 3h03'07"    |                                                       |
| 1999 | Giochi mondiali militari   | Zagabria | 5000 m piani | Oro       | 13'50"51    |                                                       |

## Campionati nazionali
1989
- Bronzo ai campionati kenioti, 5000 m piani - 13'59"5

1994
- 6º ai campionati kenioti di corsa campestre - 36'24"

1995
- Oro ai campionati kenioti, 5000 m piani - 13'33"02

## Altre competizioni internazionali
1994
- Oro alla Mezza maratona di Canals (( Canals) - 1h01'33"
- Oro alla Vivicittà Reggio Emilia ( Reggio Emilia), 12 km - 34'00"
- Argento al Giro podistico internazionale di Castelbuono ( Castelbuono) - 32'44"
- Oro alla BOclassic ( Bolzano) - 28'33"
- Oro al Cross Internacional de la Constitución ( Alcobendas) - 29'12"
- Oro al Cross delle Pradelle ( Domegge di Cadore) - 31'20"
- Oro al Cross du Figaro ( Parigi) - 30'55"

1995
- Argento alla Stramilano ( Milano) - 1h00'43"
- Oro alla Vivicittà Genova ( Genova), 12 km - 34'57"
- Oro alla BOclassic ( Bolzano) - 28'19"
- Bronzo al Giro Media Blenio ( Dongio) - 28'41"
- Argento al Cross de l'Acier ( Leffrinckoucke) - 29'39"
- 6º al Cross Zornotza ( Amorebieta-Etxano) - 32'29"
- 5º al Nairobi International Crosscountry ( Nairobi) - 35'56"
- Oro al Cross Internacional de la Constitución ( Alcobendas) - 29'52"

1996
- Bronzo alla BOclassic ( Bolzano) - 28'37"
- Oro al Campaccio ( San Giorgio su Legnano) - 36'58"
- Oro al Cross Internacional de Venta de Baños ( Venta de Baños)

1997
- Oro alla Mezza maratona di Gualtieri ( Gualtieri) - 1h00'23"
- Bronzo alla Zevenheuvelenloop ( Nimega), 15 km - 42'45"
- Oro alla Parelloop ( Brunssum) - 27'37"
- 7º al Nairobi International Crosscountry ( Nairobi) - 35'42"

1998
- 9º alla Maratona di New York ( New York) - 2h11'27"
- Bronzo alla Mezza maratona di Gualtieri ( Gualtieri) - 1h02'52"
- 11º alla Mezza maratona di Rio de Janeiro ( Rio de Janeiro) - 1h03'40"

1999
- Bronzo alla Maratona di New York ( New York) - 2h09'32"
- 13º alla Mezza maratona di Lisbona ( Lisbona) - 1h02'23"
- 10º alla Amsterdam Half Marathon ( Amsterdam) - 1h02'57"
- Bronzo alla Zevenheuvelenloop ( Nimega), 15 km - 43'41"

2000
- Bronzo alla Maratona di New York ( New York) - 2h12'33"
- 12º alla Maratona di Londra ( Londra) - 2h12'28"
- 5º alla Mezza maratona di Torino ( Torino) - 1h03'13"

2001
- 15º alla Maratona di Boston ( Boston) - 2h17'02"
- 12º alla Milano Marathon ( Milano) - 2h16'29"

2002
- Bronzo alla Stralivigno ( Livigno) - 1h13'02"

2003
- 8º alla Maratona internazionale della pace ( Košice) - 2h22'39"
- 9º alla Mezza maratona di Torino ( Torino) - 1h07'41"

2004
- 5º alla Granollers Half Marathon ( Granollers) - 1h06'53"